# .sc
.sc je vrhovna internetska domena (country code top-level domain - ccTLD) za Sejšele. Domenom upravlja VCS (Pty) Limited.

## Vanjske poveznice
- IANA .sc whois informacija  Arhivirana inačica izvorne stranice od 12. listopada 2008. (Wayback Machine)